# Termogram

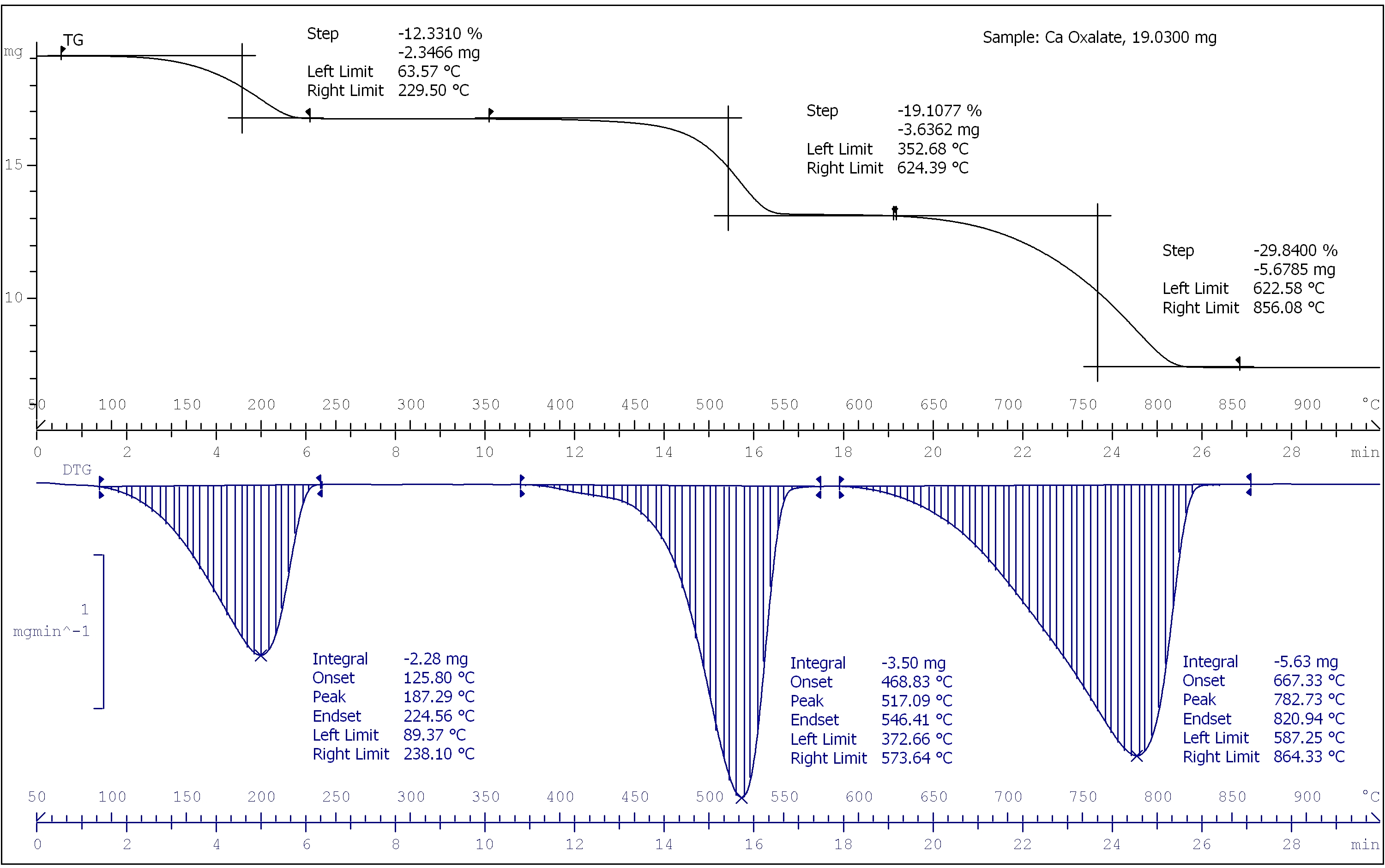
Termogram szczawianu wapnia

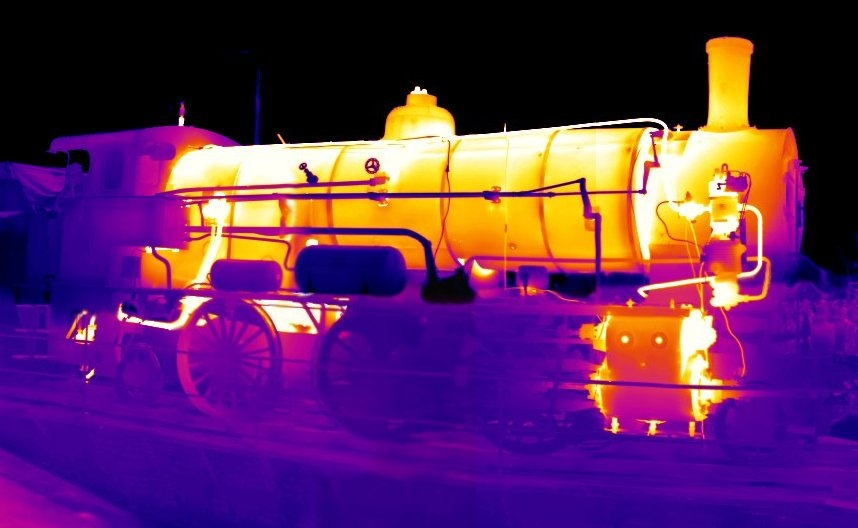
Termogram parowozu wysokiej rozdzielczości wykonany kamerą Sonel KT-384

Termogram – zapis obrazu cieplnego. Termogram może zostać sporządzony w postaci fotografii z aparatu fotograficznego, zapisu na taśmie wideo lub pliku na dowolnym nośniku pamięci cyfrowej. Barwy widoczne na obrazie termogramu są umownie przypisane do poszczególnych wartości temperatur. Obraz termogramu może też zawierać izotermy. Termogram może mieć też formę krzywej w funkcji czasu wydrukowanej na papierze przez termograf.